# Slavko Macarol
Slavko Macarol (Trieszt, 1914. február 23. – Zágráb, 1984. május 26.), horvát földmérőmérnök, egyetemi tanár, a Zágrábi Egyetem rektora.

## Élete és munkássága
1937-ben a Zágrábi Egyetem Műszaki Karának Geodéziai és Kultúrmérnöki Tanszékén szerzett geodéziai diplomát. Munkáját az egyetemen az Építészmérnöki, Építőmérnöki és Geodéziai Karon, majd a Geodéziai Karon folytatta. Már tanulmányai alatt szlavóniai alapponthálózat háromszögelésével foglalkozott, majd munkáját a diploma megszerzése után folytatta. Közvetlenül 1945 után a Horvát Népköztársaság Építésügyi Minisztériumának egyik alapítója és a Geodéziai Osztály vezetője lett. 1958-tól az egyetem rendes tanára. Két cikluson át volt dékán, hat cikluson át dékánhelyettes, 1963 és 1966 között az egyetem rektora, majd két évig a rektori ciklus után rektorhelyettese. Tudományos tevékenysége a felsőgeodéziához és a modern mérési technikákhoz kapcsolódik. Számos tudományos és szakmai közleménye jelent meg. Különösen jelentős példányszámban jelent meg Gyakorlati geodézia (1950) című tankönyve. A Horvát Cserkészszövetség egyik alapítója volt.

## Főbb művei
Praktična geodezija (1950).